# السجلات الأكاشية

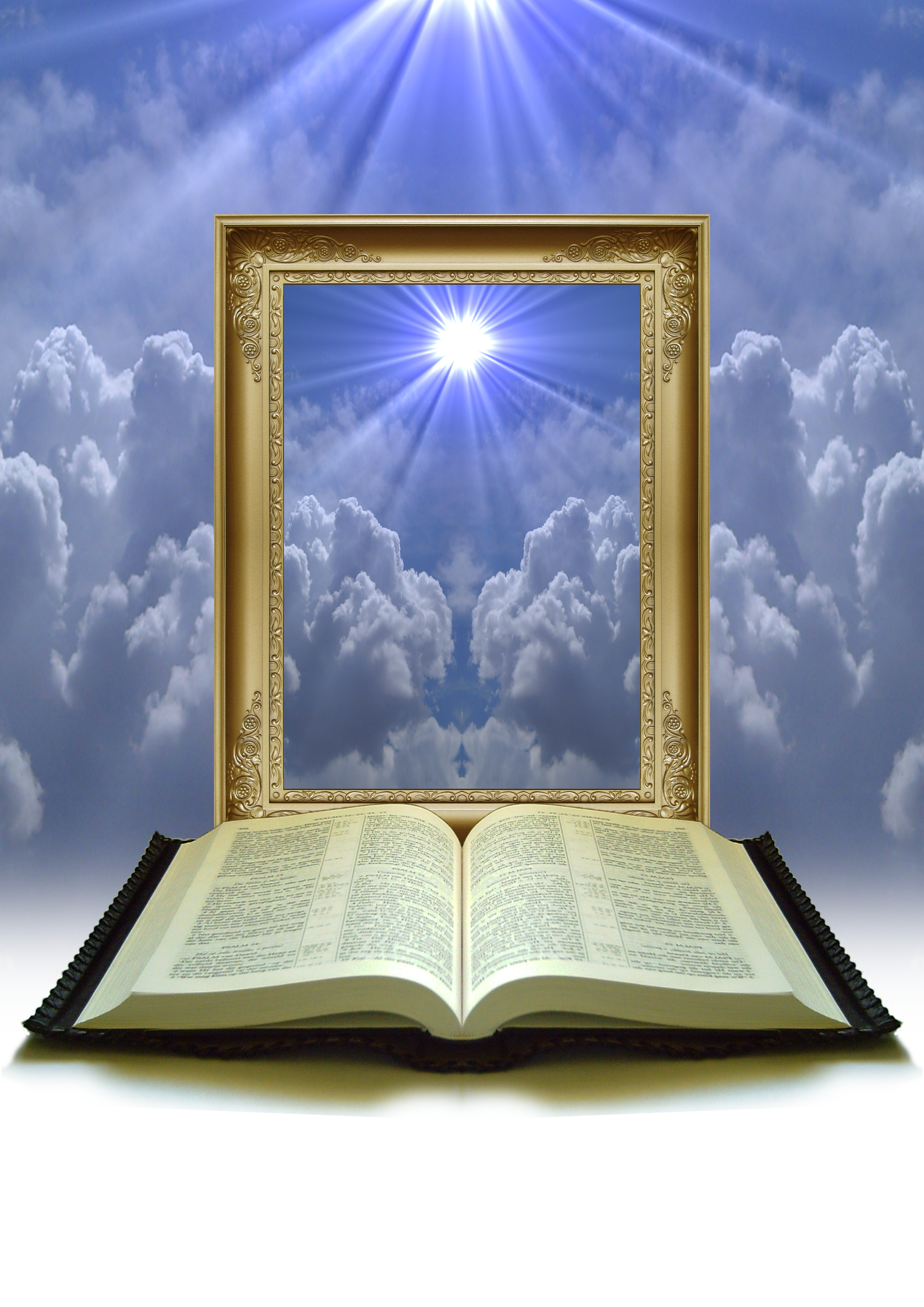

السجلات الأكاشية (بالإنجليزية: Akashic records) عبارة عن مكتبة ضخمة هائلة توثق كافة الأحداث في حياة الشخص بل للكون كله تعرف تلك السجلات أيضا باسم كتاب الحياة ويفترض أن الأثير هو من قام بانشاءها،أن لفظ أكاشا لفظة سنسكريتية معناها السماء أو الأثير.

## بين الحقيقة والخيال
في الأنثروسوفيا تعتبر السجلات الأكاشية خلاصة الأفكار والأحداث والعواطف وفي البوذية والثيوصوفية يرون انها حقيقية فقد ادعت العرافة البولندية هيلينا بتروفنا بلافاتسكي (1831–1891) أنها استطاعت دخول تلك السجلات بطريقة ما فقد زعمت في كتابها العقيدة السرية أنها تعلمت هذه الطريقة من رهبان التبت وزعمت أيضا انها قد اطلعت على كتابهم السري ديزان . عراف آخر حير الجميع هو العراف الأمريكي إدغار كايس (1877-1945) حيث ادعى أن أغلب تنبؤاته أخذها من تلك السجلات حيث كان العراف يعطي اجاباته للناس وتنبؤاته وهو نائم أو وهو في شبه غيبوبة يدخل وقتها إلى تلك السجلات ويستمد منها المعلومات المطلوبة فلقب من أجل ذلك بالمتنبئ النائم كما أنه ادعى أنه يستطيع أن يحوي في رأسه كل خبرات البشر منذ الخليقة، هناك أناس جربو دخول تلك السجلات عن طريق النغمات الرتيبة للأصوات أثناء الصلاة أو عن طريق الريكي أو عن طريق التعمق في التأمل أو التفكر أو بعزل حواس الجسم عن العالم المحيط حيث أن البعض يرى أن الدخول للسجلات مرتبط بما يسمى بالإسقاط النجمي ، وعلى رغم من ذلك لا يوجد دليل علمي واضح وصريح على وجودها .